# Rodrigo Battaglia
Pour les articles homonymes, voir Battaglia.
Rodrigo Battaglia est un footballeur international argentin né le 12 juillet 1991 à Morón. Il évolue au poste de milieu de terrain à Boca Juniors.

## Biographie

### En club
Il signe au Sporting Portugal en 2017,.
Avec cette équipe, il participe à la phase de groupe de la Ligue des champions lors de la saison 2017-2018. Il atteint ensuite les quarts de finale de la Ligue Europa, en étant battu par le club espagnol de l'Atlético Madrid.
Le 27 août 2020, Battaglia est prêté une saison au Deportivo Alavés.

### En sélection
Il fait partie de l'équipe d'Argentine des moins de 20 ans lors du championnat de la CONMEBOL des moins de 20 ans en 2011. L'Argentine termine troisième du tournoi.
Il participe ensuite quelques mois plus tard à la Coupe du monde des moins de 20 ans qui se déroule en Colombie. Lors du mondial junior, il joue quatre matchs. L'Argentine s'incline en quart de finale face au Portugal, après une séance de tirs au but.
Il reçoit sa première sélection en équipe d'Argentine le 11 septembre 2018, en amical contre la Colombie (0-0). Le 16 octobre de la même année, il joue son second match avec l'Argentine, en amical contre le Brésil (défaite 1-0).

## Palmarès
Avec le Sporting Braga :
- Finaliste de la Coupe de la Ligue portugaise en 2017

Avec le Sporting Portugal :
- Vainqueur de la Coupe de la Ligue portugaise en 2018 et 2019